# Show Biz Kids
Show Biz Kids è un singolo del gruppo musicale statunitense Steely Dan, pubblicato nel 1973 come primo estratto dal secondo album in studio Countdown to Ecstasy.

## Cover e altri usi
- I Super Furry Animals hanno campionato il brano nel loro singolo The Man Don't Give a Fuck del 1996.
- Rickie Lee Jones ha realizzato una cover del brano nel 2000 includendola nel suo album It's Like This.